# 夕やけ雲
『夕やけ雲』（ゆうやけぐも）は、1956年4月17日に日本で公開された映画。

## スタッフ
- 監督：木下惠介
- 脚本：楠田芳子
- 撮影：楠田浩之
- 音楽：木下忠司

脚本の楠田芳子は浩之の妻で、木下惠介・忠司兄弟の妹である。

## キャスト
- 秋本洋一：田中晋二
- 洋一の父・源吉：東野英治郎
- 洋一の母・お新：望月優子
- 洋一の姉・豊子：久我美子
- 洋一の妹・和枝：菊沖典子
- 須藤：田村高廣
- 秋本幸造：日守新一
- 原田誠二：大野良平
- 誠二の父・春夫：中村伸郎
- 誠二の母・喜代：山田五十鈴
- 雑貨屋のおかみさん：野辺かほる
- 菓子屋のおかみさん：岸輝子
- 遠メガネの少女・文子：有田紀子
- 文子の父：高木信夫
- 若い男：鈴木康之
- 土谷：手代木国男
- 奥さん：春日千里
- 医者：土紀就一
- 久子：棚橋マリ
- 魚源の客：本橋和子、井上正彦、松野日出夫

## テレビドラマ
本映画を原作としたテレビドラマが、1960年と1963年に放送された。いずれも映画の脚本を手掛けた楠田芳子が、ドラマでも脚本を手掛けている。

### 1960年版
1960年11月26日に『NECサンデー劇場』（NET系列）で放送。
キャスト
- 柳永二郎
- 杉村春子
- 高友子
- 青野平義
- 川辺久造
- 松下砂稚子

### 1963年版
1963年5月24日に『近鉄金曜劇場』（TBS系列）で放送。なおタイトルは『夕焼け雲』となっている。
キャスト
- 中山克巳
- 阪口美奈子
- 花沢徳衛
- 望月優子
- 福岡純子
- 岡村春彦
- 田島義文

| NET系列 NECサンデー劇場 | NET系列 NECサンデー劇場         | NET系列 NECサンデー劇場                 |
| 前番組                  | 番組名                          | 次番組                                  |
| ----------------------- | ------------------------------- | --------------------------------------- |
| 顔                      | 夕やけ雲 （テレビドラマ1960年） | スター誕生                              |
| TBS系列 近鉄金曜劇場    |                                 |                                         |
| 月を呼ぶ少女            | 夕焼け雲 （テレビドラマ1963年） | もしあなただったら -あるホワイトカラー- |